# Cour d'appel de Terre-Neuve-et-Labrador
La Cour d'appel de Terre-Neuve-et-Labrador est le plus haut tribunal provincial de la province de la Terre-Neuve-et-Labrador au Canada.